# Konzession
Unter Konzession (von lateinisch concedere ‚zugestehen‘, ‚erlauben‘, ‚abtreten‘; PPP concessum) versteht man:
1. Die Verleihung eines Nutzungsrechts an einem Gemeingut (öffentliches Gut oder Allmendegut) durch die zuständige staatliche oder kommunale Behörde, z. B. die Überlassung eines Abbaurechtes für einen Rohstoff oder einer Sendekonzession für eine bestimmte Radiofrequenz. Als Gegenleistung wird in vielen Fällen eine Konzessionsgebühr oder evtl. auch eine Konzessionsabgabe vom Konzessionsnehmer an den Überlasser (z. B. des Grundstückes) bezahlt. Damit soll diesem eine Art Entschädigung für seine Einschränkungen (durch z. B. eingeschränkte Nutzung) zukommen.
2. Die behördliche Erlaubnis zum Betrieb eines Unternehmens. Ist sie an die Person des Unternehmers gebunden, wird sie Personalkonzession, ist sie an eine bestimmte Betriebsstätte gebunden, wird sie Realkonzession genannt.
3. Die Übertragung einer staatlichen oder kommunalen Aufgabe an Personen des privaten Rechts, z. B. die „Dienstleistungskonzession“ zur Erfüllung von Entsorgungsverträgen.
4. Die Bewilligung zur Ausübung einer Tätigkeit, die eigentlich einer Person des öffentlichen Rechts vorbehalten ist (Beleihung).
5. Die Einräumung des Rechts, eine bestimmte Maßnahme durchzuführen und dabei insbesondere auch enteignen zu dürfen. Auf diesem Weg wurden im 19. Jahrhundert große Infrastrukturprojekte ermöglicht, vor allem Eisenbahnen. Heute gibt es dafür in Deutschland keine Rechtsgrundlage mehr. Das gleiche Ziel wird heute über eine Planfeststellung erreicht.[1] In der Schweiz beinhaltet die Eisenbahn- und die Seilbahnkonzession nach wie vor ein Enteignungsrecht des Unternehmers oder Vorhabenträgers selbst. Per Anfang 2010 wurde das Enteignungsrecht im Eisenbahngesetz neu gefasst; vorausgesetzt wird ein öffentliches Interesse am Bau der Bahn.[2]

Es handelt sich hierbei um Vorgänge des Verwaltungs- und Völkerrechts.

## Unterschied zwischen Konzession und Bewilligung
Nach gängiger Rechtslehre besteht auf die Erteilung einer Bewilligung im Sinne einer Polizeierlaubnis ein Anspruch, wenn der Gesuchssteller die Bedingungen erfüllt. Demgegenüber besteht bei Konzessionen kein Anspruch auf Erteilung. Allenfalls kann es auch bei wirtschaftspolitischen Bewilligungen im Ermessen der Bewilligungsbehörde liegen, ob sie die Bewilligung erteilt. Als wesentlichstes Unterscheidungsmerkmal gilt, dass Konzessionen wohlerworbene Rechte begründen, Bewilligungen in all ihren Ausprägungen aber nicht. Dies führt dazu, dass Bewilligungen entschädigungslos entzogen werden können, wenn die Voraussetzungen für die Erteilung nicht mehr erfüllt sind. Demgegenüber führt der Entzug einer Konzession außer in speziellen, vom Gesetz geregelten Fällen dazu, dass der Konzessionsinhaber entschädigt werden muss (beispielsweise Art. 9 des schweizerischen Personenbeförderungsgesetzes).

## Bewilligungspflicht in Deutschland
Die Zahl der genehmigungspflichtigen, also konzessionierten Gewerbe hat in den letzten Jahrzehnten im Rahmen einer Liberalisierung abgenommen. Bei vielen Gewerben will der Staat sich jedoch eine Aufsicht aus z. B. gesundheitlichen oder ordnungspolitischen Gründen vorbehalten. Unter anderem werden in § 29 bis § 40 der Gewerbeordnung mehrere Gewerbe genannt, die einer besonderen Genehmigung bedürfen.
Es folgt eine Liste bewilligungspflichtiger Gewerbe ohne Anspruch auf Vollständigkeit:
- Betrieb einer Gaststätte und der Ausschank von alkoholischen Getränken bedürfen einer Gaststättenkonzession, nach Gaststättengesetz
- Betrieb eines Bordells
- Betrieb eines Spielkasinos oder einer Lotterie, § 33h GewO
- Betrieb einer Verkehrslinie (z. B. Buslinie) durch ein Verkehrsunternehmen
- Durchführung rettungsdienstlicher Leistungen
- Betrieb eines privaten Krankenhauses, § 30 GewO
- ein Handwerksbetrieb, der an Gas- und Wasserrohrnetzen arbeiten darf
- Bewachungsgewerbe, § 34a GewO mit Bewachungsverordnung,
- Immobilienmakler, Darlehensvermittler, Bauträger und -betreuer, § 34c GewO
- Versicherungsvermittler § 34d GewO
- Finanzanlagenvermittler § 34f GewO
- Honorarfinanzanlagenberater § 34h GewO
- Herstellung von Alkohol durch Brennen (Siehe: Zollrecht)
- Taxiunternehmen unterliegen umfassenden Bestimmungen u. a. nach PBefG
- Handel mit Waffen und Munition u. a. nach Waffengesetz und dem Gesetz über die Kontrolle von Kriegswaffen
- Formen des Umgangs mit Wirbeltieren wie Zucht, Handel, Schau, Reit- oder Fahrbetrieb, Hundeausbildung für andere oder Bekämpfung als Schädling[5]

In Deutschland sind, im Unterschied zu anderen Ländern wie der Schweiz, Konzessionen meistens per se zeitlich unbegrenzt lange gültig, sofern kein Verstoß gegen die Auflagen erfolgt. Bei Unzuverlässigkeit des Konzessionsnehmers ist die Konzession regelmäßig zu versagen oder nachträglich zu widerrufen, die Ausübung des Gewerbes wird untersagt.

## Konzessionspflicht in der Schweiz
Konzessionen werden in der Schweiz zum Betrieb einer Eisenbahn-Infrastruktur, für die Ausführung öffentlicher Personentransporte, für die Nutzung der Wasserkraft (z. B. Wasserkraftwerk), den Betrieb einer Spielbank und den Betrieb eines Rundfunksenders verlangt.

## Bewilligungspflicht in der Schweiz
Für den Betrieb eines Kernkraftwerks ist eine Rahmenbewilligung erforderlich, auf deren Erteilung aber kein Rechtsanspruch besteht.
Weitere Beispiele für die Bewilligungspflicht in der Schweiz finden sich im Aufenthaltsrecht (so darf man sich 90 Tage oder 3 Monate im Jahr ohne Bewilligung in der Schweiz aufhalten), in den Ein- und Ausfuhrregularien oder im Rundfunk- und Fernsehrecht.

Früheres Antragsformular der Schweizer PTT für Abonnentinnen und Abonnenten betreffend Konzessionsgebühren, Ausgabe 1970

## Bewilligungspflicht in Frankreich

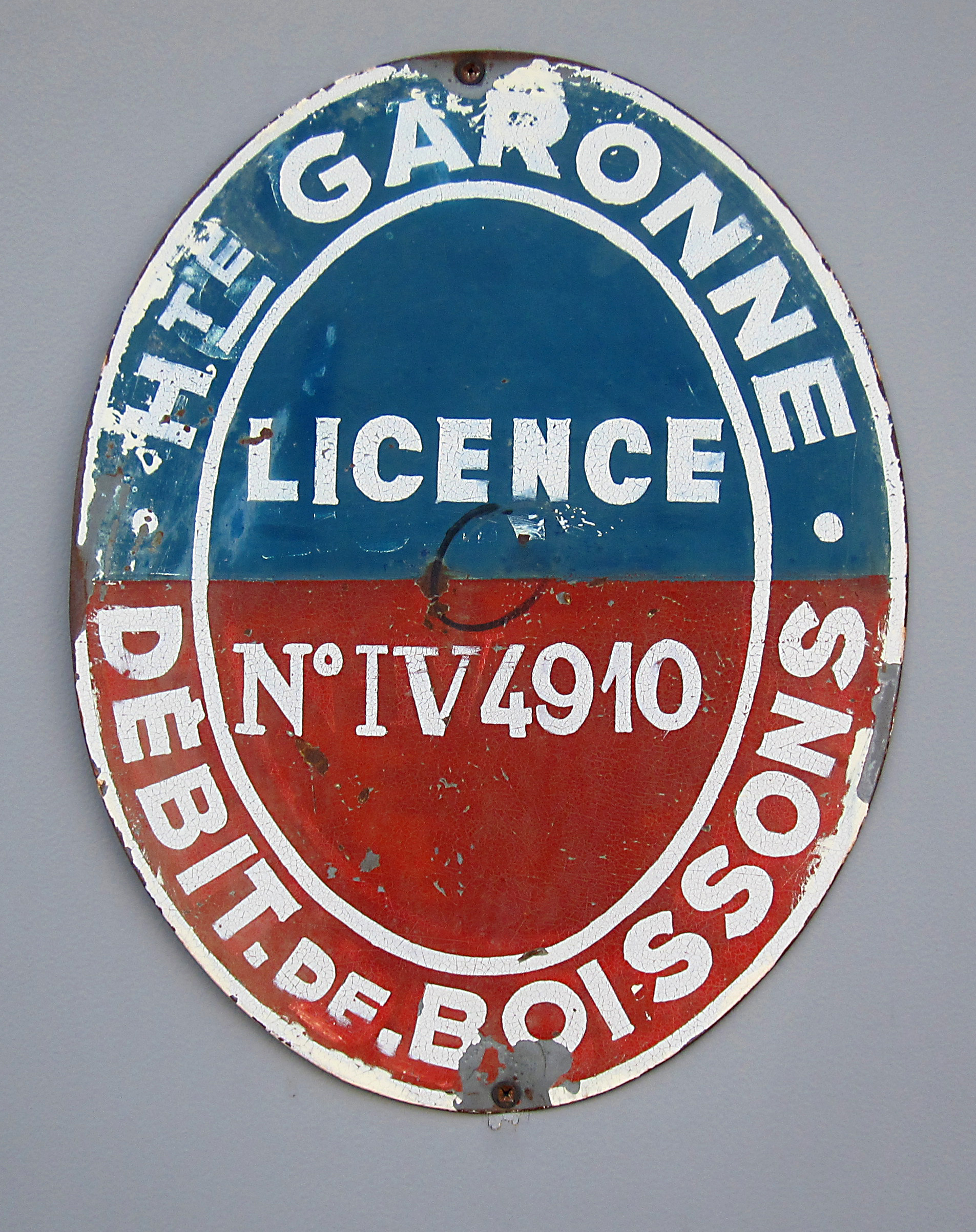
Plakette für Lizenz IV

Ein sehr strikt geregelter Bereich sind hier die Ausschank-, Verkaufsgenehmigungen und Produktionsregeln für Alkohol. So ist eine Erlaubnis verpflichtend, ob man alkoholische Getränke nur verkauft oder auch vor Ort konsumiert. Die Klassifizierungen gehen von nicht alkoholisch (Gruppe 1) über Gruppe 3 mit bis zu 18 % Alkohol, Gruppe 4, die differenziert nach

„mindestens 400 g [Zucker, Glukose oder Honig] pro Liter bei mit Anis versetzten Likören und mindestens 200 g pro Liter bei den anderen Likören, die nicht mehr als ein halbes
Gramm Essenz pro Liter enthalten“

bis zu Gruppe 5 mit allen anderen alkoholischen Getränken. Verboten sind

„Produktion, Besitz, Vertrieb oder Verkauf bzw. Verschenken von Aperitifs auf Weinbasis mit mehr als 18 % Alkohol, mit Anis versetzten Spirituosen mit mehr als 45 % Alkohol und von Bitters, Goudrons, Enzianprodukten und vergleichbaren Produkten mit einem Zuckergehalt von
weniger als 200 g pro Liter und einem Alkoholgehalt von mehr als 30 %.“

Wer Getränke der Gruppen 1 und 3 verkaufen oder ausschenken möchte, benötigt eine Licence III de 3e catégorie, sog. Enge Lizenz (« licence restreinte »), wer alle Getränke verkaufen bzw. ausschenken möchte, deren Konsum in Frankreich erlaubt ist, darf dies als Inhaber einer Licence IV de 4e catégorie, sog. Weite Lizenz (« grande licence/licence de plein exercice »).
Restaurantbesitzer, die keine dieser beiden Lizenzen besitzen, können eine petite licence restaurant erwerben und dürfen dann in ihrer Gaststätte Alkohol anbieten, der dann zu den Essen ausgeschenkt werden darf.

## Einzelbelege
1. ↑  Z. B. für Eisenbahnen, s. § 22 des Allgemeinen Eisenbahngesetzes
2. ↑  Art. 3 Eisenbahngesetz und Art. 7 Seilbahngesetz
3. ↑   Felix Uhlmann: Konzessionen, Bewilligungen, Meldepflichten. Eine Einführung aus der Sicht des Verwaltungsrechts und der Rechtsetzungslehre. Universität Zürich / Chur 26. November 2021
4. ↑  Art. 9 Personenbeförderungsgesetz
5. ↑  § 11 Abs. 1 S. 1 Ziff. 8 Tierschutzgesetz. Zur Beurteilung einer Zucht als genehmigungspflichtig je nach Tierart (etwa Hunde ab drei Würfen oder Reptilien ab 100 Jungtieren jährlich) siehe Ziff. 12.2.1.5.1. der Allgemeinen Verwaltungsvorschrift zur Durchführung des Tierschutzgesetzes
6. ↑  § 35 GewO, § 25a PBefG
7. ↑  Art. 5 Eisenbahngesetz
8. ↑  Art. 6 Personenbeförderungsgesetz
9. ↑  Bundesgesetz über die Nutzbarmachung der Wasserkräfte
10. ↑  Art. 5 Bundesgesetz über Geldspiele
11. ↑  Bundesgesetz über Radio und Fernsehen
12. ↑  Art. 12 Kernenergiegesetz
13. ↑  Merkblatt der CCI Alsace Getränkeverkaufsstelle – Gaststättengewerbe Eine Übersicht. (alsace-eurometropole.cci.fr, PDF), abgerufen am 16. September 2023.